# Annonces sonores des gares de France
Les annonces sonores des gares de France servent à informer les voyageurs sur leur train et sur le trafic. Mises en place par la SNCF, elles sont maintenant généralisées dans les principales gares de France. Ce n'est pas une voix de synthèse, mais la voix de la comédienne Simone Hérault, ancienne animatrice de la radio FIP recrutée sur casting par la SNCF.

## Caractéristiques
Ces annonces étaient à l'origine enregistrées une par une, c'est-à-dire une pour chaque train, représentant un travail particulièrement lourd. À partir de l'année 1992, l'arrivée du numérique permet de créer de nouvelles annonces telles que nous les connaissons aujourd'hui. Ce nouveau système équipe désormais toutes les gares de France, y compris les plus petites.
La SNCF a décidé de procéder par concaténation, en assemblant des mots ou des groupes de mots pour former une annonce. Pour diffuser l'annonce suivante...
« Le train TER numéro 148566 à destination de Mulhouse, départ 18 h 06, partira voie 1. »
...il faut en réalité la fabriquer en concaténant les mots suivants (chacun étant séparé par un «|») :
« Le train TER | numéro | 100 | 48000 | 500 | 66 | à destination | de Mulhouse | départ | 18 heures | 6 | partira | voie 1 »
Certains mots, comme les noms des gares sont enregistrés sous trois intonations différentes — neutre, montante, descendante — pour améliorer l’esthétique de la voix et ne pas donner l'impression d'une voix de robot.
La banque sonore de la SNCF étant très vaste, ce système permet de faire face à chaque situation. Elle est néanmoins régulièrement complétée par de nouveaux enregistrements, lorsque de nouveaux besoins apparaissent.
La diffusion de ces annonces en gare est aujourd'hui réalisée par les systèmes MODAN (Module d'annonce raccordé à Infogare en Île de France) et la « Centrale d'annonces et de téléaffichage informatisée » (CATI) dans les gares de province (et Monaco) et les grandes gares parisiennes. Les anciens systèmes ILA de Synchrosoft et SAN d'IDMS utilisaient le même principe de diffusion d'annonces.
Les annonces peuvent être diffusées en plusieurs langues : français, anglais, allemand, espagnol, italien, catalan et flamand. Simone Hérault ne réalise que les enregistrements en français.
Ces annonces peuvent être automatiques (exemple : passage d'un train) ou manuelles. Des annonces automatiques peuvent être programmées pour ensuite être diffusées à intervalles réguliers (exemples : ne pas traverser les voies ou message dans le cadre du plan Vigipirate).

## Exemples
Annonce diffusée :
« Le TGV numéro 4440, à destination de Strasbourg, départ 12 h 01, partira voie 6. Il desservira : Saverne, Strasbourg. Attention, nous rappelons aux personnes accompagnant les voyageurs, de ne pas monter dans les voitures. Ce train comporte : un service de restauration. »
Fabriquée à partir de :
« Le TGV | numéro | 4000 | 400 | 40 | à destination | de Strasbourg  | départ | 12 heures | 1 | partira | voie 6 | Il desservira | Saverne | Strasbourg | Attention | Nous rappelons aux personnes accompagnant les voyageurs, de ne pas monter dans les voitures | Ce train comporte | un service de restauration »
Annonce diffusée :
« Madame, Monsieur. Votre attention s'il vous plaît. À la suite d'un accident grave de personne. Le TGV numéro 9521, en provenance de Montpellier Saint-Roch, arrivée initialement prévue à 20 h 45, arrivera avec un retard de : 2 heures 15 minutes environ. Merci de votre compréhension. »
Fabriquée à partir de :
« Madame, Monsieur | Votre attention s'il vous plaît | À la suite d'un accident grave de personne | Le TGV | numéro | 9000 | 500 | 21 | en provenance | de Montpellier Saint-Roch | arrivée initialement prévue à | 20 heures | 45 | arrivera avec un retard de | 2 heures | 15 minutes | environ | Merci de votre compréhension. »
Annonce diffusée :
« Mesdames, messieurs. Voie C. Attention au passage d'un train, éloignez-vous de la bordure du quai s'il vous plaît. »
Fabriquée à partir de :
« Mesdames, messieurs | Voie C | Attention au passage d'un train | éloignez-vous de la bordure du quai s'il vous plaît. »

## Voix de synthèse
Les systèmes d'information voyageurs des écrans AFL (AFficheurs Légers, présents dans de nombreuses gares TER sans correspondance) et EVA (Enrichir l’information, Valoriser nos gares, Accompagner nos voyageurs : nouveaux écrans SNCF remplaçant à la fois AFL et CATI) utilisent la voix de synthèse e-Mone.
e-Mone est basée sur la solution de synthèse vocale de la société Voxygen. Le dictionnaire vocal reprend la voix de Simone Hérault ; ce système est optimisé pour une utilisation ferroviaire.

## Médias
Les annonces sont régulièrement enregistrées par des anonymes et mises en ligne sur le web via des sites de partage tels que Dailymotion ou YouTube.